# Вольфау
Вольфау (нім. Wolfau) — місто та торгова громада на сході Австрії в окрузі Оберварт у федеральній землі Бургенланд.

## Історія
До 1920 року місто належало до Угорщини, де називалось Васфаркасфальва. Після Першої світової війни місто відійшло до новоствореної республіки Бургенланд. У 1922 Бургенланд став частиною Австрії. З 1992 року в місті проводиться ярмарок.

## Населення
Згідно з переписом 2011 року населення становило 1396 осіб.

## Політика
У міську раду входить 19 депутатів. З 2012 року 11 місць займають представники АНП (Австрійська народна партія), 8 місць — СДПА (Соціал-демократична партія Австрії).
Мером міста з 2012 року є Вальтер Пфайфер із АНП.

## Інфраструктура
У місті є відкритий басейн. Тут також є великий полігон для навчання із спортивної стрільби.